# 5167 Joeharms
Az 5167 Joeharms (ideiglenes jelöléssel 1985 GU1) a Naprendszer kisbolygóövében található aszteroida. Carolyn Shoemaker és Shoemaker E. M. fedezte fel 1985. április 11-én.